# 金村站 (皖赣铁路)
金村站是皖赣铁路的一个车站，位于安徽省黄山市休宁县万安镇。车站距芜湖站257公里，距贵溪站293公里，现由上海铁路局芜湖车务段管辖，办理列车通过、会让业务，不办理客货运营业。

## 概要
车站于1982年10月1日开始临管运输，1984年5月31日随皖赣铁路正式开通运营，建成初期为乘降所，后改为会让站。目前车站除了接发皖赣线上的列车外，每日有一对来往黄山和倒湖的通勤列车停靠，供车站及沿线铁路职工使用。
未来金村站附近规划有综合物流基地，共同承担黄山地区的铁路货运作业。